# Juan Martínez de Ripalda
Juan Martínez de Ripalda (Pamplona, 1594-Madrid, 26 de abril de 1648) fue un filósofo, jesuita y teólogo español.

## Biografía
Hijo de un abogado de Pamplona nació en aquella ciudad en 1594; y el 20 de mayo de 1609 ingresaba en la Compañía de Jesús en el noviciado de Villagarcía de Campos (Valladolid), de donde año y medio más tarde pasaba al colegio de León para cursar tres años de filosofía y cuatro de teología; y en aquel colegio inicio muy pronto su labor docente, dadas las especiales cualidades que en él debieron de advertir sus superiores, explicando gramática el año 1619.
Enseñó después durante cuatro años filosofía en Monforte (Lugo) y en 1624 pasaba a Salamanca para explicar teología primero en el colegio de la Compañía y después en la Universidad, hasta que, extendida su fama de buen director de conciencias, el Rey lo llamó a Madrid, hacia donde partió el 17 de abril para ocupar la cátedra de ética en el Colegio Imperial de San Pedro y San Pablo y ser confesor del conde-duque de Olivares, que después lo llevaría consigo a Loeches y a Toro, hasta que fallecido el valido en 1644, se reintegró a sus labores docentes en el Colegio Imperial, en el que falleció el 26 de abril de 1648.
Tal vez el mayor teólogo jesuita postridentino y uno de los más grandes cultivadores con Juan de Lugo y Quiroga de las ciencias sagradas, como lo ha considerado Hugo von Hurter, Juan Martínez de Ripalda se propuso en su principal obra De ente supernaturali abandonar el sistema seguido hasta entonces de estudiar las diversas materias de la fe como objetos independientes para integrarlos en «una concepción científica verdaderamente grandiosa, que debía abarcar, como partes dependientes otros muchos tratados de teología católica» (Astrain, ob. cit., V, p. 81).
Y si bien su temprana muerte le impidió completar tan magno proyecto, puede recordarse como pieza importante del mismo la controversia desarrollada en el último de sus tres volúmenes contra Miguel Bayo en torno a la naturaleza y la gracia, cuestión sumamente polémica, como es sabido, en aquellos tiempos, en la que se muestra implacable adversario, haciendo gala por momentos de una cierta novedad en sus opiniones.
En el problema de la predestinación y la gracia, se declara básicamente agustiniano, adoptando una posición media entre el tomismo y el molinismo y afirmando, dentro de una actitud claramente congruista, que la predestinación de los hombres tiene lugar en Dios post merita praevisa, pero no propter merita, es decir, que Dios predestina al hombre porque conoce anticipadamente sus méritos, aunque sin que podamos afirmar que sean los méritos los que muevan la voluntad de Dios.

## Obras
- Disputationes theologicæ de ente supernaturali (I Burdigalae, 1634 ; II Ludguni, 1645 ; III Coloniae, 1648) ; [1]
- Adversus Baium et Baianos (Coloniae, 1648); (Lugduni, 1663); (Lugduni, 1666) ;
- Brevis expositio Magistri Sententiarum (Coloniae, 1635) ; (Venetiis, 1737) ; (Parisiis, 1892) ;
- Tractatus theologici et scholastici de virtutibus fide, spe et charitate. Opus posthumum necessariis indicibus illustratum (Ludguni, 1652).